# ODIT France
Die Agentur ODIT France oder Observation, Développement et Ingénierie Touristiques France (deutsch Touristische Beobachtung, Entwicklung und Projektplanung Frankreich) ist eine aus drei Vorgängerorganisationen (AFIT, ONT, SEATM) hervorgegangene, per interministerieller Verordnung vom 24. Januar 2005 gegründete öffentliche Interessenvereinigung (französisch groupement d’intérêt public, kurz GIP) des französischen Fremdenverkehrssektors. Aufgabe der Agentur ist es, in Einklang mit der Politik des französischen Staatssekretariates für Tourismus, die Wettbewerbsfähigkeit dieses Wirtschaftszweiges zu steigern und seine Anpassung an die Anforderungen des internationalen Tourismus zu gewährleisten. 

## ODIT Francewird Teil vonAtout France
Im Mai 2009 hat der französische Staatssekretär für Tourismus bekanntgegeben, dass die Organisationen Maison de la France, das Französische Fremdenverkehrsamt (bisher für Frankreichs Tourismuswerbung im In- und Ausland zuständig) und ODIT France zu der neuen Organisation Atout France verschmelzen sollen.

## Bisherige Aufgabenteilung
ODIT France ist neben der Maison de la France, der Agence nationale pour les chèques-vacances und dem Conseil national des villes et villages fleuris eine der vier dem französischen Staatssekretariat für Tourismus angeschlossenen Organisationen. Diese unterstützen die Direction du Tourisme des französischen Staatssekretariates unter anderem bei der Planung und Durchführung ihrer Werbekampagnen.   
Die Mitgliedschaft ist für Jedermann möglich. Letztere sind untergliedert in aktive Mitglieder (membres actifs), assoziierte Mitglieder (membres associés) und Abonnenten (abonnés).
Spezifische Aufgaben der Agentur ODIT France sind beispielsweise die umfassende Erforschung sämtlicher Komponenten des Angebotes und der Nachfrage von touristischen Produkten, die Beobachtung neuer Tendenzen, die Beratung bei Projektplanungen (insbesondere von Wintersportstrukturen), die Analyse, Bewertung oder Begutachtung innovativer Vorhaben sowie die Ergreifung von begleitenden Maßnahmen zu ihrer Verwirklichung. Nicht zuletzt obliegt ODIT France auch die Werbung für das französische savoir-faire (anwendbares Wissen), mit dem Ziel, dieses zu exportieren.
ODIT France organisiert jedes Jahr durchschnittlich zwölf Seminare oder fachspezifische Zusammenkünfte und gibt jährlich etwa fünfzehn Publikationen heraus, in denen die Ergebnisse der gemeinsam mit seinen Mitgliedern durchgeführten oder erarbeiteten Umfragen und Studien zusammengefasst werden.